# 服部英太郎
服部 英太郎（はっとり えいたろう、1899年4月29日-1965年12月20日）は、日本のマルクス経済学者。
和歌山県出身。東京帝国大学経済学部卒。東北帝国大学経済学部助教授、1935年教授。42年治安維持法違反容疑で検挙、東京に予防拘禁される。1946年復職。1951年「ドイツ社会政策論史」で東北大学経済学博士。1962年福島大学経済短期大学部学長を兼任、東北大を定年退官、名誉教授。子に服部文男。戦後の社会政策論争で大河内一男の説を批判した。

## 著書
- 『賃銀政策論の史的展開』新地書房 1948　御茶の水書房 1955
- 『ドイツ社會政策論史 社會民主主義の崩壞とファシズムの擡頭』日本評論社 1949
- 『服部英太郎著作集』全7巻　未來社

第1－2 (ドイツ社会政策論史) 1967－68
第3 (賃銀政策論の史的展開) 1971
第4 (戦時社会政策論) 1969
第5 (国家独占資本主義社会政策論) 1966
第6 (社会政策総論) 1967
第7 (ドイツ社会運動史) 1974
補巻 (社会政策・思想と歴史) 1976
- 『社会政策総論』未来社 1985

編著
- 『科学者の生活と意見』編 日本学術振興会 1961

### 翻訳
- マルクス「学位論文「デモクリットとエピクールの自然哲学の差異」『マルクス=エンゲルス全集』第1巻 改造社 1928
- マルクス「政治上の不偏不党主義」『マルクス=エンゲルス全集』第7巻 改造社 1930

## 論文
- <服部英太郎